# 云龙州文庙
25°48′52″N 99°22′05″E / 25.81434°N 99.36800°E

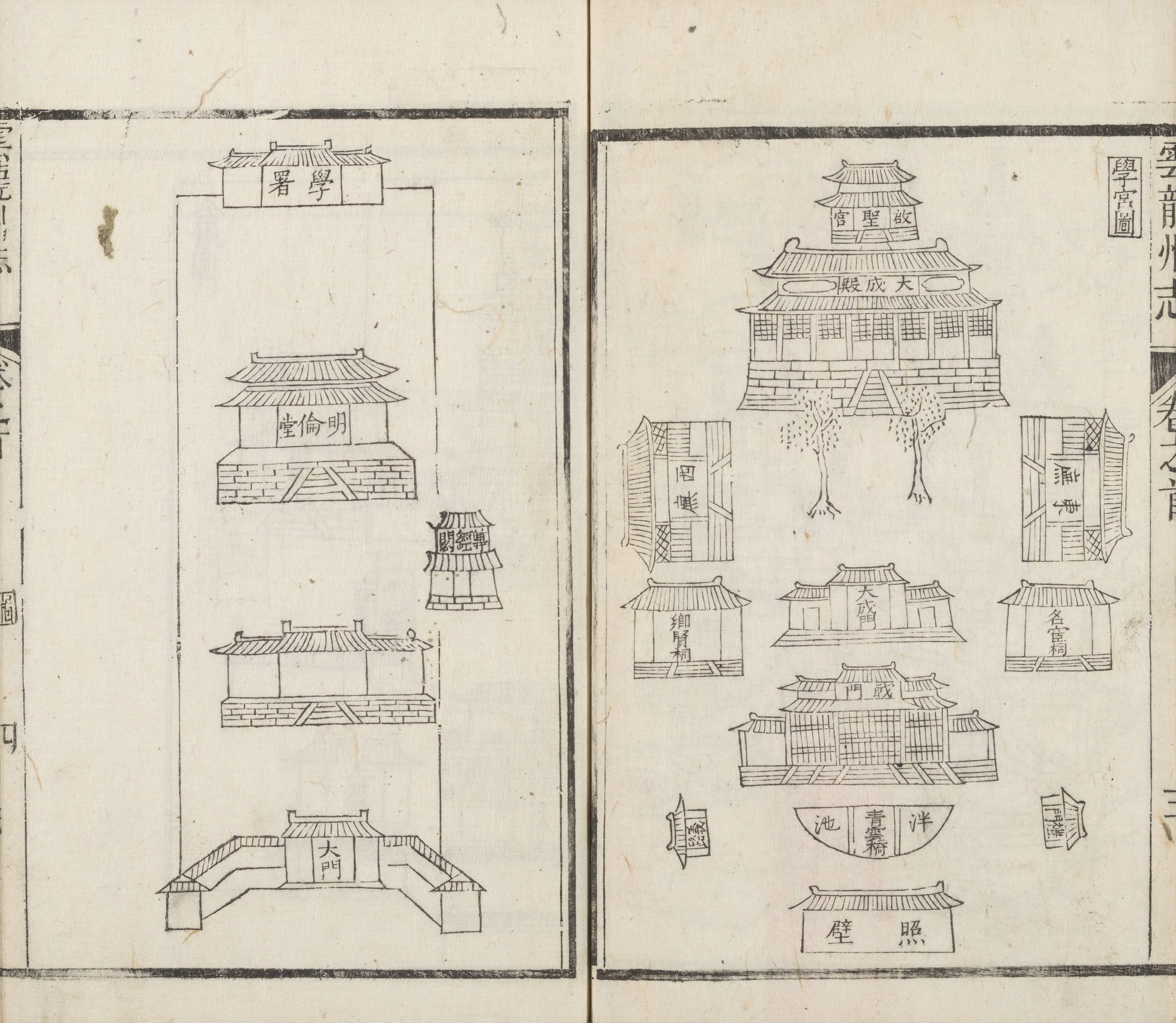
康熙《雲龍州志》的學宮圖

云龙州文庙，又称宝丰文庙，位于云南省大理州云龙县宝丰乡。始建于明天启四年（1624年），位于州治（今云龙旧州三七村）；崇祯二年（1629年）迁至新州治雒马井（今云龙宝丰）；清康熙二十四年（1685年），迁至雒马井西北德龙山之左；康熙四十二年（1703年）重建，历代多次重修。文化大革命时期文庙被毁，后由宝丰乡政府主持重建，耗资214余万元，于2012年4月20日竣工。重建的文庙总面积3.6亩，建筑面积575平方米，自2012年起每年9月28日举行祭孔大典。文庙相关碑刻尚存康熙年间《修建学宫碑记》、嘉庆十九年《重修圣庙碑记》。